# Plateau van Kerkrade

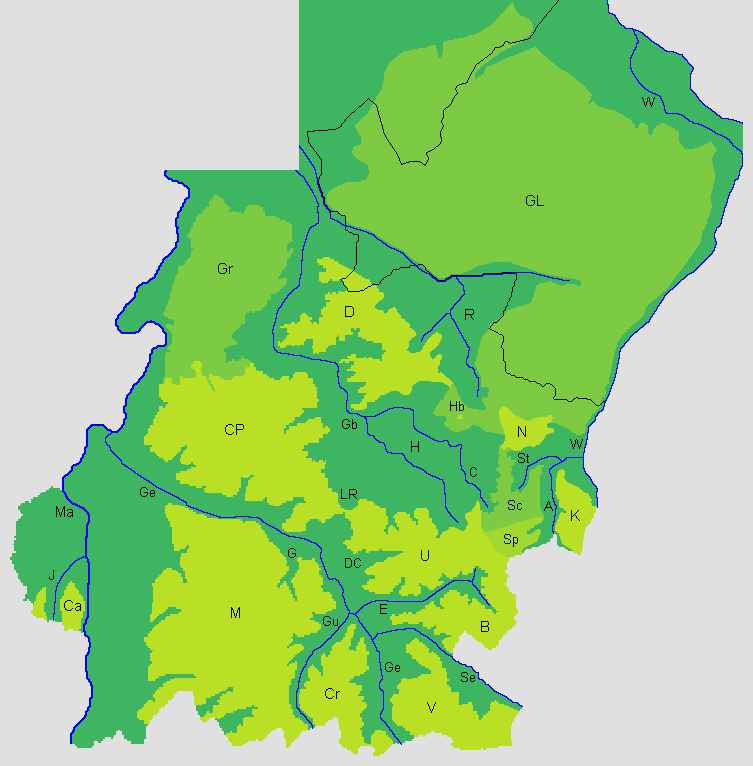
K. Plateau van Kerkrade

Het Plateau van Kerkrade is een klein plateau in het Heuvelland in Nederlands Zuid-Limburg dat ontstaan is door de erosie van omliggende rivieren en beken. Het gebied is een golvende laagvlakte. Ze strekt zich uit over Chevremont, Kerkrade-centrum, Holz, Straß in Duitsland, Bleijerheide en verder zuidoostwaarts een stukje Duitsland in. Het plateau is vernoemd naar de plaats Kerkrade dat er midden op ligt.
Het plateau wordt aan de oostzijde begrensd door de Worm in het Wormdal, in het noorden en westen door het dal van de Anstelerbeek en aan de zuidwestzijde door de Bleijerheiderbeek. Aan de overzijde van het Anstelerbeekdal ligt in het westen het Plateau van Spekholzerheide en het Plateau van Schaesberg en in het noordwesten het Plateau van Nieuwenhagen.
Aan de westzijde van het plateau steekt een heuvel uit met daarop het Hambos en de Hamboskapel. Aan de noordzijde loopt het plateau geleidelijker af naar de beek.
Op het plateau werd door de kolenmijn Domaniale mijn de Steenberg Beerenbosch en de Steenberg Ham opgeworpen.

## Geologie
Het gebied van het plateau wordt door een breuk doorkruist, de Feldbissbreuk.